# Chalco
Chalco – jednostka osadnicza w Stanach Zjednoczonych, w stanie Nebraska, w hrabstwie Sarpy.